# Nipponomyia nigrocorporis
Nipponomyia nigrocorporis is een tweevleugelige uit de familie Pediciidae. De soort komt voor in het Oriëntaals gebied.